# Liste der Monuments historiques in Boulange
Die Liste der Monuments historiques in Boulange führt die Monuments historiques in der französischen Gemeinde Boulange auf.

## Liste der Objekte
| Bezeichnung                     | Beschreibung                                         | Standort                                   | Kennzeichnung | Schutzstatus | Datum | Bild |
| ------------------------------- | ---------------------------------------------------- | ------------------------------------------ | ------------- | ------------ | ----- | ---- |
| Skulptur Heiliger Christophorus | Kalkstein, farbig gefasst, Ende des 15. Jahrhunderts | Bassompierre, in der Kapelle St-Luc (Lage) | PM57000020    | Classé       | 1984  |      |
| Skulptur Madonna mit Kind       | Stein, farbig gefasst, 15. Jahrhundert               | Bassompierre, in der Kapelle St-Luc (Lage) | PM57000019    | Classé       | 1984  |      |
| Skulptur Heiliger Georg         | Holz, farbig gefasst, Ende des 16. Jahrhunderts      | Bassompierre, in der Kapelle St-Luc (Lage) | PM57000021    | Classé       | 1984  |      |